# NGC 4859
NGC 4859 est une galaxie lenticulaire située dans la constellation de la Chevelure de Bérénice. Sa vitesse par rapport au fond diffus cosmologique est de 7 427 ± 19 km/s, ce qui correspond à une distance de Hubble de 109,5 ± 7,7 Mpc (∼357 millions d'al). NGC 4859 a été découverte par l'astronome prussien Heinrich Louis d'Arrest en 1865.
L'anneau entourant le noyau de la galaxie est clairement visible sur l'image obtenue des données du relevé SDSS.